# Rhinos Rugby Oudenaarde
Rhinos Rugby Oudenaarde is een rugbyclub in de Belgische stad Oudenaarde.
De club werd in 2002 opgericht door voormalig clubvoorzitter Thomas Bergé. In 2016 benoemde de algemene vergadering Bruno Cruyt en Emilie Nachtergaele tot nieuwe voorzitters. In 2021 telt Rhinos Rugby Oudenaarde meer dan 200 leden. Op 10 december 2016 gaf de algemene vergadering haar goedkeuring aan het bestuur om te investeren in een nieuw clubhuis en twee sportvelden naast de Liefmansbrouwerij in het centrum van Oudenaarde. In het seizoen 2018-2019 kroonden de Rhinos zich tot kampioen in Tweede Nationale en promoveerden zo voor het eerst in hun bestaan naar Eerste Nationale. 

## Seizoen per seizoen
| Seizoen | Laag | Afdeling                | Liga Pos. | Opmerkingen:                               |
| ------- | ---- | ----------------------- | --------- | ------------------------------------------ |
| 2011-12 | 4    | 1e Regionale Vlaanderen | 1         | Promotie naar de nationale competitie      |
| 2012-13 | 3    | Belgische Derde Klasse  | 3         |                                            |
| 2013-14 | 3    | Belgische Derde Klasse  | 1         | Promotie naar tweede klasse                |
| 2014-15 | 2    | Belgische Tweede Klasse | 7         |                                            |
| 2015-16 | 2    | Belgische Tweede Klasse | 5         |                                            |
| 2016–17 | 2    | Belgische Tweede Klasse | 3         |                                            |
| 2017-18 | 2    | Belgische Tweede Klasse | 3         |                                            |
| 2018-19 | 2    | Belgische Tweede Klasse | 1         | Promotie naar eerste klasse                |
| 2019-20 | 1    | Belgische Eerste Klasse | -         | Competitie stilgelegd door corona-pandemie |
| 2020-21 | 1    | Belgische Eerste Klasse | -         | Competitie stilgelegd door corona-pandemie |
| 2021-22 | 1    | Belgische Eerste Klasse | 10        | Degradatie naar tweede klasse              |
| 2022-23 | 2    | Belgische Tweede Klasse |           |                                            |